# بیرگیت آفرمن
بیرگیت آفرمن (انگلیسی: Birgit Offermann؛ زادهٔ ۱۲ اوت ۱۹۶۰) بازیکن فوتبال اهل آلمان است.

وی همچنین در تیم ملی فوتبال زنان آلمان بازی کرده‌است.